# Ночной обыск
«Ночной обыск» (второе название «Футуристическая опера „2014“») — опера в одном действии. Автор музыки и либретто — украинский композитор и режиссёр Алексей Коломийцев (укр. Олексій Коломійцев). Год создания — 1997. По мотивам одноимённой поэмы Велимира Хлебникова.

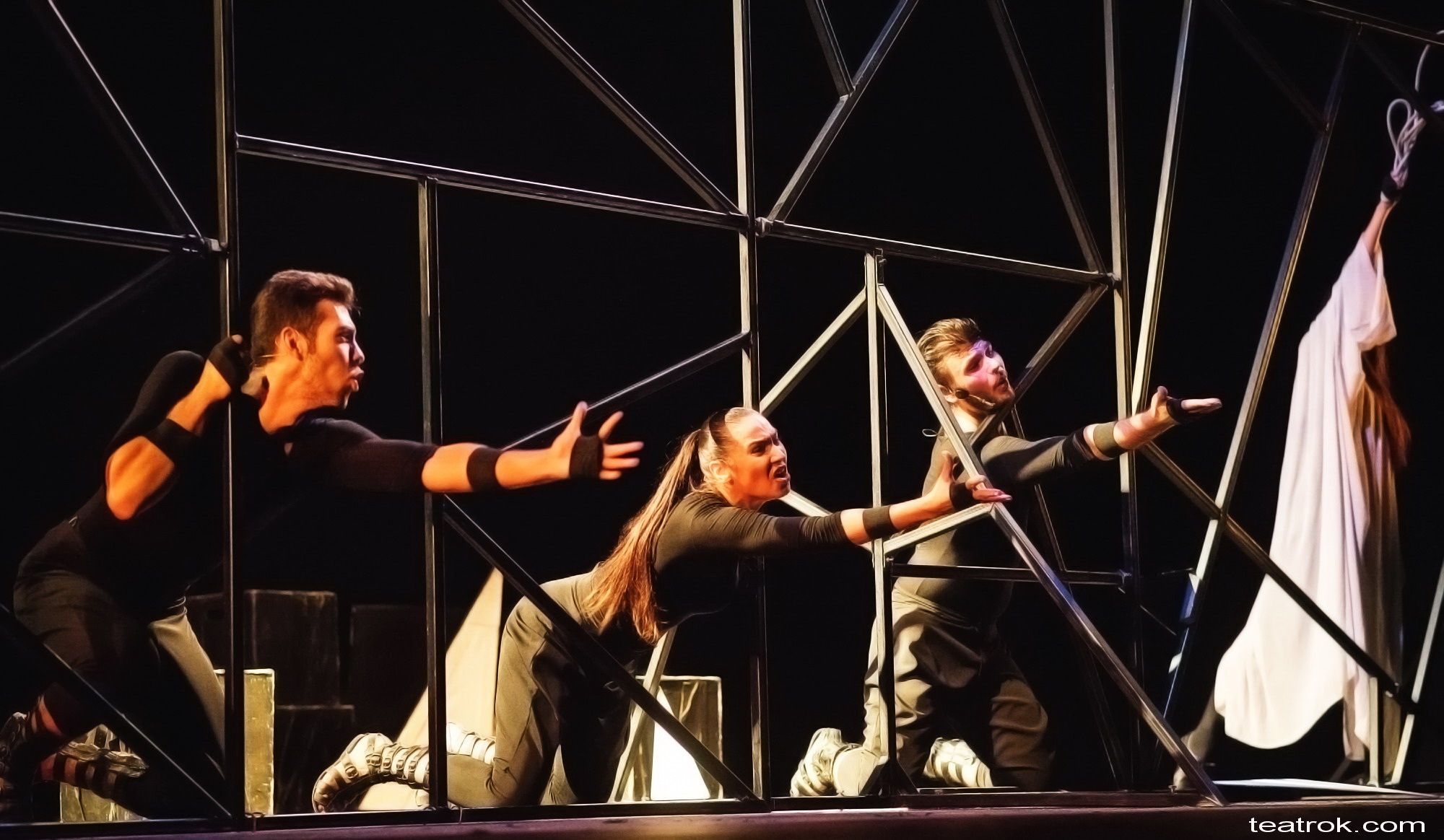
Премьерный показ в помещении Одесского театра им. Василько

## Описание
Сюжет оперы основан на кровавых событиях 1917 года. Место действия — Петроград. Тема экспроприации в «Ночном обыске» приобретает форму, ужасающего своей бесчеловечностью, преступления.
Характер музыки наследует немецкий экспрессионизм. Оркестровое звучание (партитуру) определяют эффекты струнных, жесткий ритм и партия фортепиано, больше подходящая на гитарные риффы. Оркестровое тутти, в сочетании с полиритмией, создают ощущение надвигающегося хаоса. Парадоксален финал оперы, в котором главный антагонист (злодей) безусловно соглашается со своим наказанием и уничтожением. «Ночной обыск» — одна из немногих успешных украинских авангардных опер.

## Постановки
- Первая постановка — 2008 г., Харьковский государственный университет искусств имени И. П. Котляревского, премьера состоялась 17 декабря 2008 года. В постановке участвуют студенты кафедры театра анимации, университета им. И. П. Котляревского.
- Вторая постановка — 2009 г., г. Харьков, Дом актёра, Театр Отверженных, премьера состоялась 25 октября 2009 года в рамкках фестиваля Курбалесия.
- Третья постановка — 2016 г., г. Одесса, ТеатрОк. Создана, как аллюзия на крымские события 2014 года — аннексию Крыма Россией. Название данной постановки: «Футуристическая опера 2014». Роль Старшого исполнил Алексей Горбунов.

Во всех постановках режиссёром и сценографом являлся Алексей Коломийцев. Сценография третьей версии создана совместно с Анной Археей.
Награды — фестиваль «Курбалесия-2009», номинации: лучший музыкальный спектакль и лучшая режиссура.